# Dimbsthal
Dimbsthal település Franciaországban, Bas-Rhin megyében. Lakosainak száma 325 fő (2022. január 1.). Dimbsthal Hengwiller, Marmoutier és Sommerau községekkel határos.

## Népesség
A település népességének változása:
| Lakosok száma | 304  | 311  | 323  | 311  | 314  | 318  | 322  | 325  | 325  |
|               | 2013 | 2015 | 2016 | 2017 | 2018 | 2019 | 2020 | 2021 | 2022 |